# 羅敏申路77號
羅敏申路77號（英語：Robinson 77），舊稱新加坡航空公司大廈（SIA Building），是一棟位於新加坡市中心珊頓道的摩天大樓。大樓住址為羅敏申路77號，與華聯城毗鄰。目前新加坡航空總部並非設立在羅敏申路77號，其總部則是在樟宜的航空大樓。大廈建築面積約27,400平方（295,000平方英尺），並設有180個停車位。

## 歷史
羅敏申路77號由SAA Partnership建築事務所設計，主承包商為大林組，結構工程師為林同棪工程顧問股份有限公司。大廈於1998年完工，其他參與開發的公司包括新加坡航空、PCR工程私人有限公司、里德·漢特利比公司（Rider Hunt Levett & Bailey）、利比建筑工料测量师有限公司（Levett & Bailey Chart, and Quantity Surveyors Ltd）等。

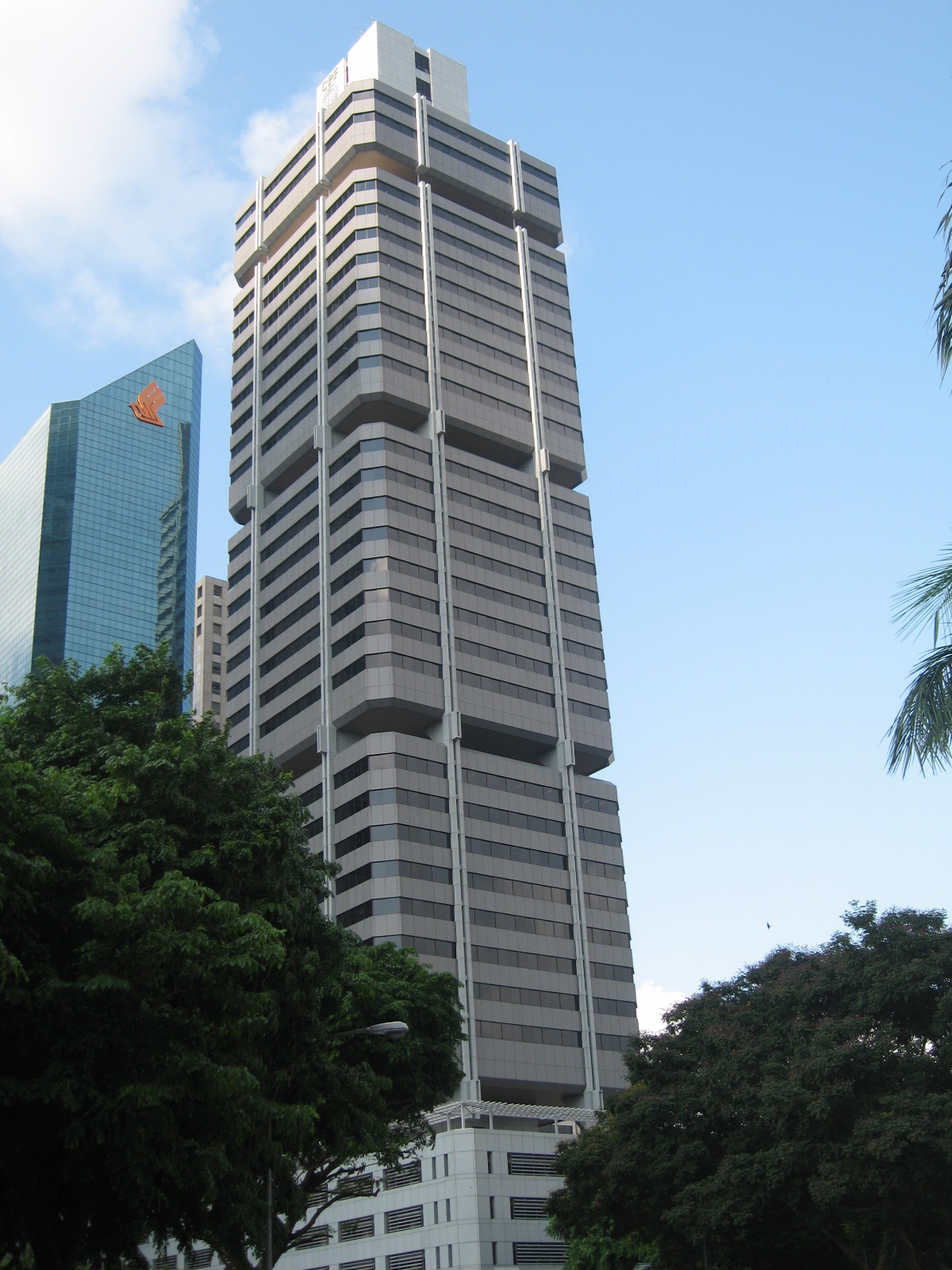
羅敏申路77號頂部的尾翼設計（圖左）與中央公積金局大廈（圖中）。

## 建築結構
羅敏申路77號是新加坡最早以全玻璃外牆結構的高層建築物，當時作為新加坡航空總部，大廈側邊有著新加坡航空公司的標誌，建築物屋頂還設計成類似飛機尾翼的設計。

## 售出
2006年，新加坡航空將羅敏申路77號出售給TSO投資公司（TSO Investment），該公司為里昂證券亞太恆富資本（CLSA Capital Partners）的附屬管理房地產單位。大廈最後以3億4390萬新加坡元售出，平均每平方英尺售價1,165元。根據房地產公司指出，這筆交易符合非核心商業戰略。在當時，大廈公告地價為1億1880萬元。新加坡航空隨後將出售所得的款項用於投資，並使公司及其子公司成長。
2011年，第一太平戴维斯投资管理公司（Savills Fund Management，又稱SEB Investment GmbH）宣布將出售該建築。然而到2015年，第一太平戴维斯投资管理公司再度宣稱將出售該建築，但由於該公司正進行所有權和管理的更動，隨後取消了該出售計劃。目前羅敏申路77號所有者為第一太平戴维斯投资管理公司。

## 外部連結
- Singapore Airlines homepage （页面存档备份，存于）